# Cefisodoto (muerto en 405 a. C.)
Cefisodoto (griego: Κηφισόδοτος, Kephisòdotos) fue un general de la Antigua Atenas durante la guerra del Peloponeso. 
Nombrado strategos en 405 a. C. poco antes de la batalla de Egospótamos. Dado que después del enfrentamiento todos los generales y 3.000 prisioneros atenienses son ejecutados (excepto Adimanto), probablemente sufrió el mismo destino.